# 頬被り
頬被り（ほおかぶり、ほおかむり、ほっかむり）とは、手ぬぐいやスカーフなどの布製品を頭部を覆うように装着する方式。国によっては専用の衣料品が用いられるが、日本においては手ぬぐいなどを流用する。
一般的なかぶり方は、長方形の手ぬぐいを左右に垂らすように頭頂に載せ、顎の下で結びつける。左右の布が両頬を覆い隠す様子が、この名称の由来となっている。男女の髪のゆい方の違いや用途から、道中、鼻掛け、吹き流し、吉原かぶり、姉さんかぶりなど、様々なかぶり方が考案されている。
1908年（明治41年）には、警視庁が頬被りを禁止した。